# Нучет (Сібіу)
Нучет (рум. Nucet) — село у повіті Сібіу в Румунії. Входить до складу комуни Рошія.
Село розташоване на відстані 202 км на північний захід від Бухареста, 18 км на схід від Сібіу, 124 км на південний схід від Клуж-Напоки, 96 км на захід від Брашова.

## Населення
За даними перепису населення 2002 року у селі проживали 54 особи, усі — румуни. Усі жителі села рідною мовою назвали румунську.